# Demigod
Pour l’article homonyme, voir Demigod (album).
Demigod est une arène de bataille en ligne multijoueur développée par Gas Powered Games et édité par Stardock. Présenté par Chris Taylor en janvier 2008, le jeu est sorti en mai 2009 sur Windows. Ce titre est un mélange de jeu de stratégie et de jeu d'action. Il contient également quelques éléments classiques du jeu de rôle, tels que l'accumulation d'expérience, le gain de niveau, une feuille de personnage, un inventaire et l'apprentissage de pouvoirs. Demigod est inspiré du mod Defense of the Ancients de Warcraft III.

## Système de jeu
8 personnages sont jouables dès le lancement, 4 Demi-Dieux dans chaque catégorie :
- les Assassins : le Taille Tour, Regulus, la Bête Immonde et le Gardien du Feu.
- les Généraux : la Reine des Épines, le Chêne, Sedna et Lord Erebus.

Alors que les Assassins disposent de compétences plutôt orientées contre les autres Demi-Dieux, les Généraux peuvent invoquer leurs propres renforts et les assister en même temps que ses coéquipiers.
Les Demi-Dieux sont affiliés aux forces :
- de la lumière : le Taille Tour, Regulus, le Chêne et Sedna.
- des ténèbres : la bête Immonde, le Gardien du Feu, la Reine des Épines et Lord Erebus.

2 nouveaux Demi-Dieux ont été distribués gratuitement via un patch le 19 novembre 2009 à savoir :
- un assassin des forces des ténèbres : le Démon Assassin.
- un général des forces de la lumières : Occulus

Un système de points de faveur permet d'acquérir des objets plus puissants que vous conserverez au fil de vos parties. Cependant, pas plus d'un seul objet de succès ne peut être utilisé simultanément.
Pour faciliter la communication entre les joueurs du monde entier, un système de discussion basé sur IRC est disponible dès votre connexion en ligne. Certains développeurs y sont également présents.

## Mode de jeu
En solo, vous aurez le choix entre :
- créer une bataille : vous choisissez le nombre d'adversaires/coéquipiers, la difficulté, le mode de victoire et la carte.
- commencer un tournoi : vous ne choisissez pas vos adversaires/coéquipiers et combattez sur toutes les cartes du jeu. Le vainqueur du tournoi est celui qui aura le plus de points accumulés après chaque combat.

En multijoueurs (locale) :
{...}
En multijoueurs (en ligne) :
- Partie personnalisée : vous aurez le choix entre rejoindre une partie ou en créer.
- Panthéon : Mode de jeu dans lequel vous combattrez soit pour les forces de la lumière ou des ténèbres. le choix des Demi-dieux est conditionné à leur appartenance. Une fois votre personnage sélectionnée, ce mode fonctionne exactement comme lEscarmouche. Le tournoi s'achève lorsque l'une des deux forces a atteint le nombre de points fixé par les développeurs.
- Escarmouche : commencer une bataille immédiatement contre d'autres joueurs. La carte et condition de victoire sont déterminées au hasard par l'ordinateur. Cependant, devant le peu d'engouement de ce mode, il a été purement retiré lors du patch 1.2.

Si un joueur se déconnecte lors d'une partie, son Demi-Dieu sera automatiquement contrôlé par l'ordinateur.
Toutes les parties en ligne font l'objet de statistiques et d'un classement sur le site officiel.

## Un Multijoueur chaotique
Le 15 avril 2009, Brad Wardell, le chef de direction de Stardock, publia un communiqué pour expliquer les difficultés rencontrées lors des parties en multijoueurs. Il informa que seulement 12 % des joueurs qui tentaient de se connecter étaient des personnes ayant acheté le jeu et qu'il ne s'attendait pas à devoir supporter une masse de plus de 100 000 connexions. Bien qu'il ne cautionne pas le piratage, il ne les blâme pas. En effet, les moyens mis à disposition au lancement de leur titre ne pouvaient supporter qu'une charge de 50 000 connexions.
Ainsi, Stardock ont principalement déployé leur effort pour améliorer le système du multijoueurs à travers divers patch.
Pour faciliter les connexions entre joueurs, Stardock annonça qu'ils allaient mettre en place un système de proxy. Malheureusement, les connexions sont toujours instables pour l'Europe, l'Australie et l'Asie puisqu'ils n'ont pu en bénéficier en même temps que les États-Unis.

Le 3 juin 2009, Brad Wardell, alias Frogboy, a émis un nouveau communiqué sur le forum officiel :
« The game deserves a bad rep IMO. My frustration is too great for words with some of the stuff I've seen.
That's one of the reasons I took people off the Elemental project and put them onto this is to help address problems / fix issues on this game. In my opinion, too much "stuff" was licensed and not vetted.
If the Stardock/GPG teams can't address these things soon, the game deserves to go down in flames. »
— Frogboy, « Demigod: Staging updates – v1.01 talk », sur forums.demigodthegame.com, 3 juin 2009.

## En développement
| Publication                         | Note           |
| ----------------------------------- | -------------- |
| AN GameSpot                         | 6.5/10         |
| AN IGN                              | 7.5/10         |
| RU PC Gamer UK                      | 8.1/10         |
| AN 1UP.com                          | C              |
| Compilations de plusieurs critiques |                |
| GameRankings                        | 79 % (32 avis) |
| Metacritic                          | 76 % (50 avis) |

Alors que seulement 8 cartes sont disponibles, Gas Powered Games a rapidement dévoilé que 2 nouveaux Demi-Dieux sont en préparation, un dans chaque catégorie.
Le 10 août 2009, Brad Wardell a dévoilé un nouveau personnage : Le Démon Assassin.

Le Démon Assassin est un combattant au corps à corps du côté des forces des ténèbres. Il porte une épée et un couteau, l'épée étant son arme principale.
Le Démon Assassin est un personnage très mobile qui peut rapidement diminuer la distance entre lui et son adversaire à travers des attaques spatio-temporelles.
Son attaque de base est rapide et a une chance de porter un coup critique.
Bien qu'il soit mobile et capable d'esquiver des attaques normales, le Démon Assassin est vulnérable aux attaques magiques.
Le 24 août 2009, un deuxième personnage a été dévoilé : Oculus.

Oculus est un général des forces de la lumière. Il porte un bâton qui envoie des éclairs à longue portée.
Oculus est un général offensif usant de l'électricité dans divers domaine. Il peut invoquer une boule de lumière qui combattra à ses côtés pendant une courte période avant d'exploser. Il peut également soigner ses alliées lorsqu'il subit de lourds dégâts et restaurer leur mana.
Oculus a plusieurs sorts mais la grande force de son pouvoir dépend de sa complémentarité avec son armée.
Brad Wardell a précisé que ces deux nouveaux personnages seront bien gratuits mais n'a pas indiqué de date. Ce ne sera que par l'intermédiaire d'un patch (1.2) que ces 2 Demi-Dieux ont été distribués. Vous ne pourrez cependant les sélectionner mais aurez la possibilité de les affecter à l'ordinateur en mode solo. En revanche, il faudra attendre le 23 novembre 2009 pour que le Démon Assassin soit débloqué en mode multijoueurs. Occulus, sera quant à lui jouable un peu plus tard.
Il faudra attendre le 13 janvier 2010, pour que le dernier personnage, Occulus, soit débloqué. En effet, via un patch, les auteurs invitent les joueurs à débloquer gratuitement ce général via un magasin en ligne de Stardock. Il faudra ensuite se connecter dans le jeu en mode multijoueurs pour terminer l'activation.